# Tamás
Tamás [ˈtɒmaːʃ] ist ein ungarischer männlicher Vorname aramäischen Ursprungs, der auch als Familienname vorkommt. Die deutschsprachige Form des Namens ist Thomas. Weiteres zu Herkunft und Bedeutung des Namens siehe hier.

## Namensträger

### Vorname
- Tamás Bakócz (1442–1521), ungarischer Kardinal und Politiker
- Tamás Bánusz (* 1989), ungarischer Schachspieler
- Tamás Beck (1929–2014), ungarischer Manager und Politiker
- Tamás Bódog (* 1970), ungarischer Fußballspieler
- Tamás Dala (* 1968), ungarischer Wasserballspieler
- Tamás Darnyi (* 1967), ungarischer Schwimmer
- Tamás Deák (1928–2024), ungarischer Komponist, Trompeter und Big-Band-Leiter
- Tamás Deutsch (* 1966), ungarischer Politiker
- Tamás Deutsch (* 1969), ungarischer Schwimmer
- Tamás Erdélyi (1949–2014), ungarischer Musiker und Musikproduzent, siehe Tommy Ramone
- Tamás Fabiny (* 1959), lutherischer Theologe und Bischof der Evangelisch-Lutherischen Kirche in Ungarn
- Tamás Faragó (* 1952), ungarischer Wasserballspieler
- Tamás Fejér (1920–2006), ungarischer Filmregisseur
- Tamás Gáspár (* 1960), ungarischer Ringer
- Tamás Gebhard (* 1968), ungarischer Badmintonspieler
- Tamás Hajnal (* 1981), ungarischer Fußballspieler
- Tamás Hódos (1971–2005), ungarischer Badmintonspieler
- Tamás Iváncsik (* 1983), ungarischer Handballspieler
- Tamás Jónás (* 1973), ungarischer Schriftsteller
- Tamás Kahane, deutscher Komponist und Musiker
- Tamás Kásás (* 1976), ungarischer Wasserballspieler
- Tamás Pál Kiss (* 1991), ungarischer Rennfahrer
- Tamás Lengyel (* 1980), ungarischer Radrennfahrer
- Tamás Lőrincz (* 1986), ungarischer Ringer
- Tamás Mendelényi (1936–1999), ungarischer Säbelfechter
- Tamás Mocsai (* 1978), ungarischer Handballspieler
- Tamás Molnár (* 1975), ungarischer Wasserballspieler
- Tamás Priskin (* 1986), ungarischer Fußballspieler
- Tamás Somorjai (* 1980), ungarischer Fußballspieler
- Tamás Sudár (1941–2021), ungarischer Skispringer
- Tamás Szabó (* 1956), römisch-katholischer Bischof des Ungarischen Militärordinariates
- Tamás Szamuely (* 1971), ungarischer Mathematiker
- Tamás Szőnyi (* 1957), ungarischer Mathematiker
- Tamás Tóth (* 1966), ungarischer Filmregisseur
- Tamás Tóth (* 1989), ungarischer Triathlet
- Tamás Varga (* 1975), ungarischer Wasserballspieler
- Tamás Vesmás (* 1944), ungarischer Pianist

### Familienname
- Gabor Tamás (1966–2022), ungarischer Eishockeyspieler
- Gáspár Miklós Tamás (1948–2023), ungarischer Philosoph und Politiker
- János Tamás (1936–1995), ungarischer Komponist, Dirigent und Pädagoge
- Jenny Tamás (* 1990), deutsche Eishockeyspielerin
- József Tamás (* 1944), rumänischer Geistlicher, Weihbischof in Alba Iulia